# Kazuo Imanishi
Kazuo Imanishi (jap. 今西 和男 Imanishi Kazuo; ur. 12 stycznia 1941) – japoński piłkarz, reprezentant kraju.

## Kariera klubowa
Od 1963 do 1969 roku występował w klubie Toyo Industries.

## Kariera reprezentacyjna
W reprezentacji Japonii zadebiutował w 1966. W sumie w reprezentacji wystąpił w 3 spotkaniach.

## Statystyki
| Reprezentacja Japonii | Reprezentacja Japonii | Reprezentacja Japonii |
| Rok                   | Mecze                 | Gole                  |
| --------------------- | --------------------- | --------------------- |
| 1966                  | 3                     | 0                     |
| Razem                 | 3                     | 0                     |